# Tarsius supriatnai
Tarsius supriatnai is een zoogdier uit de familie van de spookdiertjes (Tarsiidae). De wetenschappelijke naam van de soort werd voor het eerst geldig gepubliceerd door Shekelle, Groves, Maryanto & Mittermeier in 2017. De populaties van deze soort werden hiervoor tot het Celebesspookdier gerekend.  

## Leefgebied
T. supriatnai komt voor op het noordelijke schiereiland van Sulawesi.